# 南華園
株式会社南華園（なんかえん）は、北海道札幌市豊平区美園に本拠を構える食品メーカー。

## 概要
函館市出身で、東京の大沢商会に勤めていた佐々木泰男（1938年生）が、20代後半で「何か新しいことに挑戦したい」との思いから兄弟の住んでいた札幌に移住しすすきのの外れで定食店を開業。その後地下鉄建設工事に伴い1967年に南22条西11丁目に移転し1階に中華料理店・2階に洋食店を合わせたレストランとして「南華園」を開店。屋号は「南で華やかに中華料理を」の思いを込めたものとした。
その後レストランが好調なことを受け、また混雑のため店に入れない来店客がスープを容器に入れ持ち帰ったことをヒントとし、1973年に業務用ラーメンたれの製造を開始。営業の甲斐もあり業界での存在感を高め東京事務所の開設を皮切りに本州へも進出、ドレッシングやレトルト食品といった加工食品の製造も行うなど食品製造業として規模を拡大した。
かつてはCMキャッチコピーとして「たれとスープの専門メーカー南華園」を使用していた。

## 沿革
- 1967年 - 札幌市中央区南22条西11丁目にて中華料理・洋食店「南華園」を開業[1][4]。
- 1969年8月 - 有限会社南華園を設立[4]。
- 1973年8月 - 初の業務用食品としてラーメンたれの製造を開始[1][4]。
- 1975年6月 - 株式会社に改組[4]。
- 1978年5月 - 東京事務所開設[4]。
- 1983年8月 - 現在地に社屋を建設し、移転[4]。
- 1987年3月 - 仙台市・金沢市に事務所開設[4]。
- 1988年5月 - 本社工場増築[4]。
- 1989年
  - 10月 - 新本社工場竣工[4]。
  - 12月 - 子会社「株式会社嵯峨野」設立、惣菜部門参入[4]。
- 1998年6月 - HACCP対応設備導入[4]。
- 2019年 - FSSC22000認証取得[4]

## 所在地
本社・工場
- 北海道札幌市豊平区美園1条2丁目1-20